# Laguna Chuchún
La laguna Chuchún, también conocida como laguna Chuchón, es un cuerpo de agua dulce situado en el distrito de Huaros, provincia de Canta, departamento de Lima. Forma parte de la cuenca hidrográfica del río Chillón, se encuentra a 4424 m s. n. m.
Según las personas que viven cerca a la laguna, su nombre significa Ojo de Mar.

## Ubicación

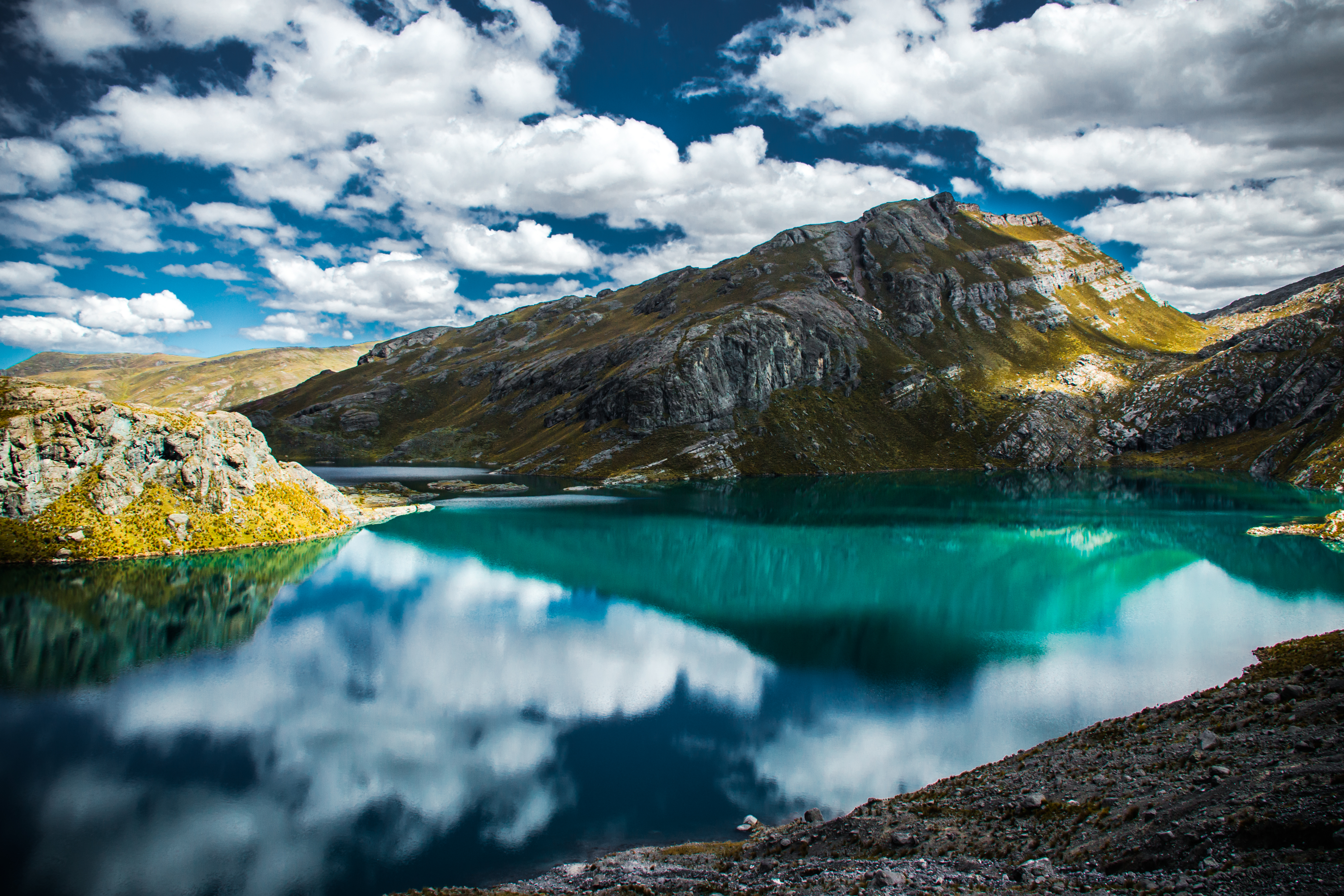
Laguna Chuchún

La laguna Chuchún se localiza en la comunidad campesina de San Felipe de Cullhuay a 44km al este de Canta.